# Fusciphantes longiscapus
Espèce
Fusciphantes longiscapus est une espèce d'araignées aranéomorphes de la famille des Linyphiidae.

## Distribution
Cette espèce est endémique du Japon.

## Publication originale
- Oi, 1960 : Linyphiid spiders of Japan. Journal of Institute of Polytechnics, Osaka City University, vol. 11D, p. 137-244.